# Otto Förschner
Otto Förschner, né le 4 novembre 1902 à Dürrenzimmern et mort le 28 mai 1946 à Landsberg am Lech, était un commandant SS allemand et un fonctionnaire de camp de concentration nazi. Il fut commandant du camp de concentration de Dora-Mittelbau et du camp de concentration de Kaufering, sous-camp de Dachau. Inculpé pour crimes de guerre, il est pendu en mai 1946.

## Jeunesse
Förschner naît à Dürrenzimmern, en royaume de Bavière, le 4 novembre 1902. Élevé dans une ferme appartenant à sa famille, il s’enrôle dans la Reichswehr en 1922. À son départ de l'armée en 1934, il rejoint la SS et est affecté dans la SS-Verfügungstruppe, unités militaires SS qui deviendra le noyau de la Waffen-SS pendant la Seconde Guerre mondiale. Entre avril 1934 et décembre 1936, Förschner effectue une formation au centre SS-Junkerschule Bad Tölz où il devient membre du parti nazi en 1937.

## Officier de camp de concentration
Au cours de l'invasion allemande de l'Union soviétique en 1941, Förschner est officier dans la 5e Panzerdivision SS Wiking. Après avoir été blessé au combat puis démobilisé, il est transféré à la SS-Totenkopfverbände, prenant la relève en tant que Schutzhaftlagerführer du camp de concentration de Buchenwald au printemps 1942.
En septembre 1943, Förschner prend le commandement du camp de concentration nouvellement construit de Dora, qui à cette époque fonctionnait comme un sous-camp de Buchenwald, beaucoup plus grand. Le camp de Dora était destiné à la fabrication d'armes V à proximité de Nordhausen. En plus de son poste de commandant à Dora, Förschner était également directeur général de Mittelwerk GmbH, société secrète créée par le gouvernement allemand pour produire notamment des missiles V1 et V2. Il occupe le poste de directeur jusqu'à avril 1944, puis est remplacé par Georg Rickhey (en).
Förschner avait une relation controversée avec les différents services de sécurité nazis (SD et Gestapo), fonctionnant dans et aux alentours du camp. Il fut de nombreuses fois critiqué par ses supérieurs comme étant trop « doux » avec les prisonniers et le personnel du camp. La pratique de Förschner consistait à choisir les Kapo exclusivement parmi les détenus communistes allemands du camp, ce qui déplaisait fortement à ses supérieurs.
La réputation de Förschner au sein du parti nazi s'est encore dégradée en novembre 1944, lorsque plusieurs Kapo qu'il avait nommés ont été arrêtés par la Gestapo pour avoir été impliqués dans des activités de résistance dans le camp, notamment le sabotage des armes V pendant le processus de production. Après révélation d'une prime de paiement non signalé de 10 000 Reichmarks reçus de la société Mittelwerk GmbH, il est renvoyé de Dora-Mittelbau en janvier 1945 et est remplacé par l'ancien commandant d'Auschwitz, Richard Baer.
Après avoir été relevé de Mittelbau-Dora, Förschner est transféré à Dachau, où il occupe brièvement le rang de commandant du sous-camp de Kaufering, ayant comme commandant adjoint Vinzenz Schöttl.

## Après-guerre
En avril 1945, Förschner est fait prisonnier par l'United States Army. Il est inculpé dans le procès de Dachau de crimes de guerre lors de son mandat à Kaufering. Accusé de maltraitance de détenus, meurtre d'un détenu et responsable d’exécutions sommaires, il est condamné à mort le 13 décembre 1945. Otto Förschner est pendu dans la prison de Landsberg le 28 mai 1946.